# 弗诺·文奇
弗诺·文奇（英語：Vernor Steffen Vinge，1944年10月2日—2024年3月20日），美國當代作家。
作为赛博朋克流派中活跃的作家，弗诺·文奇拥有极高的声誉，在硬科幻小说写作方面很有一手。他的小说逻辑严密，情节紧凑，展示出科技的奇妙之处，尤以细节的缔造和令人惊叹的预见力著称。大量细致又经得起推敲的描述让虚构出的“异世界”及生活其中的科族几可乱真。 和他本身的科学素养大有关系，弗诺·文奇本身就是数学家和计算机专家，目前为圣迭戈州立大学的退休教授。1981年的《真名实姓》使他声名大噪，1992年的《深渊上的火》获得雨果奖，2000年又以该书前传《天淵》击败《哈利·波特与阿兹卡班的囚徒》，再获雨果奖。2007年，新作《Rainbows End 彩虹尽头》再度获得雨果奖最佳长篇。2002年退休开始全职写作，並著作深渊系列三部曲。
前妻Joan D. Vinge亦為资深科幻作者。

## 主要作品
- 中短篇作品

- 真名实姓 True Names
- 呱啦啦 The Blabber
- 时间陀螺 The Whirligig of Time
- 循环 The Cookie Monster
- 费尔蒙特中学的流星岁月 Fast Times at Fairmont High

- 长篇作品

- 深渊上的火 A Fire Upon the Deep (1992)
- 天淵 A Deepness in the Sky (1999)
- 为和平而战
- 即时放逐
- 彩虹尽头 Rainbows End (2006)
- 天空的孩子The Children of the Sky(2011)